# 즉석 필름

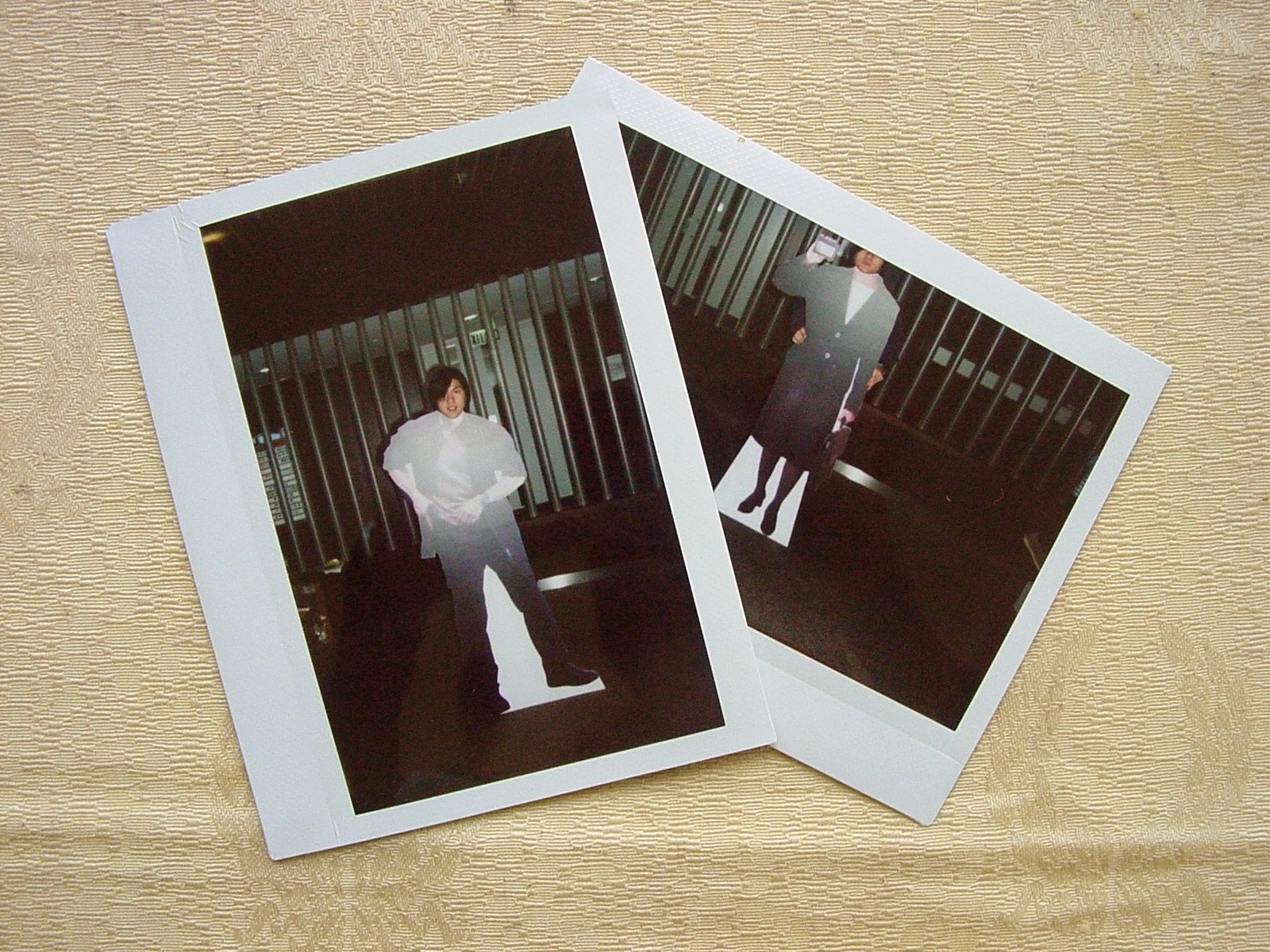
즉석 필름을 사용하여 만든 사진.

즉석 필름 또는 인스턴트 필름(instant film)은 즉석사진기에 사용하기 위해 폴라로이드가 처음 선보인 사진 필름의 일종이다. 이 필름은 사진의 현상, 고정을 위한 화학물질이 포함되어 있으며 즉석 카메라는 사진이 찍인 이후 현상 과정을 시작한다.
즉석 필름은 24 mm × 36 mm (0.94 in × 1.42 in)에서부터 최대 50.8 cm × 61 cm (20 in × 24 in) 크기로 이용이 가능하며, 가장 대중화된 필름 크기는 대략 83 mm × 108 mm (3.3 in × 4.3 in)이다. 초기의 즉석 필름은 롤 형태로 배포되었으나 나중에는 8 또는 10개 시트의 팩으로 공급되었다.

## 필름 브랜드
- 폴라로이드
- 코닥
- 후지필름

## 같이 보기
- 필름 규격
- 사진 필름
- 즉석사진기